# 大台町立大台中学校
大台町立大台中学校（おおだいちょうりつおおだいちゅうがっこう）は、三重県多気郡大台町にある公立中学校。

## 沿革

### 年表
- 1994年4月 - 三瀬谷中学校と青陵中学校を統合し、大台中学校を開校。
- 2015年4月 - 協和中学校（2009年4月、大台町･大紀町学校組合立協和中学校より改称）が廃校により、大台中学校へ統合。

## 学校行事
- 入学式
- 体育祭
- 学校祭
- 3年生を送る会
- 卒業式

## 部活動
- 運動系部活動
  - ソフトテニス部
  - バスケットボール部（男子）
  - バレーボール部（女子）
  - 剣道部
  - 卓球部
  - ボート部
  - 野球部
- 文化系部活動
  - 創作部

## 進学前小学校
- 大台町立三瀬谷小学校
- 大台町立川添小学校
- 大台町立日進小学校

## 交通
- JR紀勢本線・三瀬谷駅